# Маки, Джордж (политик)
Джордж Юлл Маки, барон Маки из Бенши (англ. George Yull Mackie, Baron Mackie of Benshie; 10 июля 1919, Тарвес, Абердиншир — 17 февраля 2015, Данди) — британский военный, государственный и общественный деятель.
Джордж Маки принадлежал к известному шотландскому роду, занимавшемуся фермерством на протяжении 300 лет. Он поступил в Абердинский университет для учёбы в области сельского хозяйства, однако не окончил его, и позже стал управляющим на семейной ферме. После начала Второй мировой войны, Маки добровольцем вступил в ВВС Великобритании, в составе которых на бомбардировщиках «Vickers Wellington», «Avro Lancaster» и «Short Stirling» совершал вылеты на территории от Мальты, Крита, Ливии и 
Египта, а также принял участие в стратегических бомбардировках Германии. Во время войны за боевые успехи Маки был удостоен Ордена «За выдающиеся заслуги» и Креста «За выдающиеся лётные заслуги». После демобилизации Маки вернулся к ведению сельского хозяйства, а затем вступил в партию либеральных демократов и занялся политической деятельностью. В 1964 году Маки был избран в Палату общин, однако уже в 1966 году потерял место в парламенте и впоследствии потерпел несколько поражений на выборах. В то же время он активно занимался бизнесом, владел несколькими компаниями в различных отраслях сельского хозяйства и промышленности, продолжал защищать интересы фермеров. В 1970 году Маки стал Командором Ордена Британской империи, а в 1974 году удостоен пожизненного пэрства и членства в Палате лордов. Будучи членом парламента, он участвовал в политической и культурной жизни Шотландии, и некоторое время даже занимал пост ректора Университета Данди. Джордж Маки скончался в 2015 году в возрасте 95 лет.

## Биография

### Молодые годы
Джордж Юлл Маки родился 10 июля 1919 года на ферме в Тарвесе в графстве Абердиншир в Шотландии, в семье Мейтланда Маки и Мэри Энн (в девичестве Юлл). Его отец был Кавалером Ордена Британской империи, членом окружного совета и лорд-лейтенантом, президентом Национального фермерского союза Шотландии, а также создателем компании мороженого «Mackie’s of Scotland»
Джордж происходил из известного крестьянского рода, занимавшегося сельским хозяйством и производством продуктов в течение 300 лет. Он был пятым из шести детей в семье, а его старшими братьями были Мейтланд Маки и Джон Маки, будущий барон Джон-Маки. Одна сестра, Кэтрин, позже вышла замуж за редактора «The Guardian» Иэна Айткена, а другая — Мэри — вступила в Консервативную партию
Джордж учился в Тарвесской школе, затем в средней школе Метлика, после чего окончил Абердинскую школу грамоты. Открыто ходил в килте цветов тартана клана Маккей, несмотря на то, что его за это дразнили в школе. В 16 лет Маки поступил в Абердинский университет для учёбы на бакалавра в области сельского хозяйства, за который играл в регби. Вскоре он вместе со сверстниками решил присоединиться к Королевским ВВС Великобритании, однако, когда с фермы его отца в Норт-Итси уволился менеджер, Джордж занял его место и через два года закончил обучение на управляющего запасами на ферме в Норфолке.

### Военная служба
После начала Второй мировой войны, в феврале 1940 года Маки вступил в Добровольческий резерв Королевских ВВС. Прошёл обучение на авиабазе «Лоссимут» на пилота, несмотря на то, что был ростом в 6 футов и 4 дюйма.
Прослужив год в службе регулярных почтовых отправлений на юге Англии, в начале 1941 года Маки в составе 15-й эскадрильи стал участвовать в вылетах на бомбардировщике «Vickers Wellington» на территорию Германии. Некоторое время спустя Маки был переведён на Мальту, а затем в Египет, приняв участие в составе 148-й эскадрильи в операциях над Бенгази, бомбардировках Крита и Коринфского канала. Некоторое время Маки прослужил в 149-й эскадрилье, где летал на «Avro Lancaster», а затем перевёлся в 115-ю эскадрилью Бомбардировочного командования Королевских ВВС, сев за штурвал «Short Stirling». В 1943 году Маки присоединился к «рейдам тысячи бомбардировщиков» под командованием Артура Харриса. В ноябре того же года самолёт под управлением Маки разбился и взорвался на взлёте, но сам он смог спастись. Вспоминая о вылетах на Берлин, Маки говорил: «вид горящих больших городов, противовоздушного огня, трассирующих снарядов, вспышек и прожекторов, с бомбами взрывающимися у цели, это то, что я никогда не забуду». Однако, несмотря на огромные жертвы среди гражданского населения, Маки никогда не сомневался в правильности бомбардировок, утверждая, что они заставили Гитлера отвлечь свои силы от борьбы с русскими на защиту Германии, и расценивая деятельность Королевских ВВС как большой вклад в советский триумф на востоке, сущий «второй фронт». В то же время он говорил, что бомбардировка Дрездена была «определённо ужасающей трагедией».
8 февраля 1944 года лейтенант Маки был награждён Орденом «За выдающиеся заслуги». В мае он ушёл с фронта, имея на своём счету 86 боевых вылетов.10 октября командир эскадрильи Маки был награждён Крестом «За выдающиеся лётные заслуги», спустя восемь месяцев после первой награды. В то время он служил в министерстве авиации, где работал над увеличением закупок фугасных бомб, производимых в США. Позже Маки ненадолго вернулся в Шотландию и взял на себя командование эскадрильей в Бракле. Войну он закончил на авиабазе «Чёрч-Фентон», где заново учил лётному делу бывших военнопленных.

### Фермерство, политическая карьера, общественная деятельность
После окончания войны и демобилизации в январе 1946 года, Маки вернулся к довоенной работе — занялся ведением хозяйства на отцовской ферме из 520 акров в Бенши в графстве Ангус. В 1953 году он приобрёл имение «Брэроу» площадью 20 тысяч акров под Форт-Уильямом (Инвернесс-Шир, недалеко от Спин-Бриджа), где принимал супругов-лейбористов Эньюрина Бивена и Дженни Ли, с которыми говорил только о политике. В течение следующих 25 лет Маки содержал молочне стадо, которое продал в 1970 году с большим облегчением, занимаясь впоследствии лишь выхаживанием телят. Он был либералом старой школы, для которого идеалы государственной службы, справедливости и долга проистекали из ответственности по отношению к земле и людям, работающим на ней. Вследствие этого, все работники фермы были полностью застрахованы, женатые мужчины имели коттеджи, неженатые были наделены надлежащим жильем с домработницей, а сам Маки выделил местному совету участок земли для строительства домов.
Будучи сторонником лейбористов, в 1945 году Маки впервые проголосовал за либералов, а в 1949 году вступил в партию. Несмотря на неудачи либералов на выборах и общий длительный послевоенный спад их деятельности ввиду роста популярности лейбористов, Маки на протяжении долгих лет сохранял верность партии. В 1959 году, вдохновлённый Суэцким кризисом, он попытался избраться в парламент от округа Саут-Ангус, но получил второе место, проиграв Джеймсу Дункану от консерваторов. После этого Маки стал вице-председателем Шотландской либеральной партии.
В 1961 году по призыву лидера либералов Джо Гримонда Маки решил принять участие в будущих выборах, для чего продал своё имение «Брэроу» и на 12 тысяч фунтов стерлингов из личных средств сам вёл собственную кампанию. Наконец, 15 октября 1964 года Маки был избран в члены парламента от округа Кейтнесс и Сазерленд. На этом посту он сменил радикального консерватора Дэвида Робертсона, в результате чего весь север Хайленда окрасился в цвета либералов. Брат Маки, Джон, к тому времени уже состоял в Палате от лейбористов и занимал пост младшего министра сельского хозяйства в правительстве Гарольда Вильсона, в связи с чем Джордж подвергал его «развлекательной травле» во время слушаний в парламенте. В то же время, другой брат, Мейтланд, дважды в 1951 и 1958 году безуспешно пытался избраться в члены парламента от Абердиншира
В Палате общин Маки был парламентским организатором, а с 1965 по 1970 год занимал пост председателя Шотландской либеральной партии. Его предшественником на этом посту был Джон Баннерман, а преемником — Расселл Джонстон. Маки потерял своё место после выборов 10 октября 1966 года, проиграв кандидату от лейбористов Роберту Макленнану, перешедшему впоследствии в 1980-х годах в Либерально-демократическую партию. В 1970 году Маки в третий и последний раз попытался избраться в парламент от Кейтнесса и Сазерленда, но потерпел поражение с гораздо большим отрывом.
После ухода из парламента Маки снова занялся хозяйством: на доходы от фермерства он купил стекольную компанию «Caithness Glass», заняв на период с 1966 по 1985 год пост её председателя. Помимо этого он владел двумя гостиницами в деревне Джон-о’Гроатс и у Пентленд-Ферта, а также основал керамическую  и сырную компании «Caithness Pottery» и «Caithness Cheese», соответственно. С 1983 по 1985 год Маки был председателем «Cotswold Wine Co. (UK) Ltd», а с 1986 по 1988 год — «The Benshie Cattle Co. Ltd» и «Land and Timber Services Ltd». Также он состоял членом Национальных и местных комитетов в Шотландии, Национального фермерского союза и Шотландского консультативного комитета Британского совета, был почётным членом Британской ветеринарной ассоциации. В 1989 году он отошёл от активного ведения сельского хозяйства.
Оказывая поддержку искусству и культурной жизни Шотландии в целом, с 1980 по 1983 год Маки занимал пост ректора Университета Данди. Его предшественником был Клемент Фрейд, а преемником Гордон Уилсон. В 1982 году Маки получил почётную степень доктора права этого университета. Некоторое время он также находился на должности директора «Scottish Ballet».

### Член Палаты лордов
31 декабря 1970 года Маки стал Командором Ордена Британской империи, а 10 мая 1974 года удостоен звания пожизненного пэра и членства в Палате лордов как «Барон Маки из Бенши». Маки был введён в Палату вместе с бароном Байерсом и бароном Ллойдом из Килгеррана. Брат Маки, Джон, тоже стал пэром, и развлекательные поединки между ними возобновились.
Джордж Маки был активным членом Палаты лордов: состоял в подкомитете «D» по связям с Европейским союзом (1975—1991; 1999—2001), комитете по связям с ЕС (1981—1984), подкомитете по освещению (1993—1997), подкомитете «C» по связям с ЕС (1998—1999), всегда акцентируя своё внимание на делах сельского хозяйства и Шотландии. Когда в 1976 году председатель Либеральной партии Джереми Торп ушёл в отставку из-за гомосексуального скандала, Маки поддержал кандидатуру Дэвида Стила, занявшего в том же году этот пост. После этого, в 1979 году он стал кандидатом на первых прямых выборах в Европейский парламент, но получил второе место после консерватора Джеймса Прована. C 1983 по 1988 год Маки был президентом Шотландской либеральной партии. Его предшественником был Роберт Л. Смит, а преемником — Расселл Джонстон, но уже как лидер Шотландских Либеральных демократов. В то же время Стил назначил Маки членом Парламентской ассамблеи Совета Европы в Страсбурге, где он с 1986 по 1997 год курировал дела сельского хозяйства. Исходя из своего военного опыта, Маки был убеждённым сторонником Европейского союза, и побывал во многих странах Европы по миссии Межпарламентского союза, будучи до 2000 года активным членом Палаты лордов. Маки не был поклонником сохранения верхней палаты, в которую входили люди по праву рождения. В ходе дебатов 1998 года о её реформе, он настаивал, что «наследственные пэры должны уйти, прежде чем какие-нибудь другие». Однако Маки до последних дней состоял в Палате лордов.

### Личная жизнь

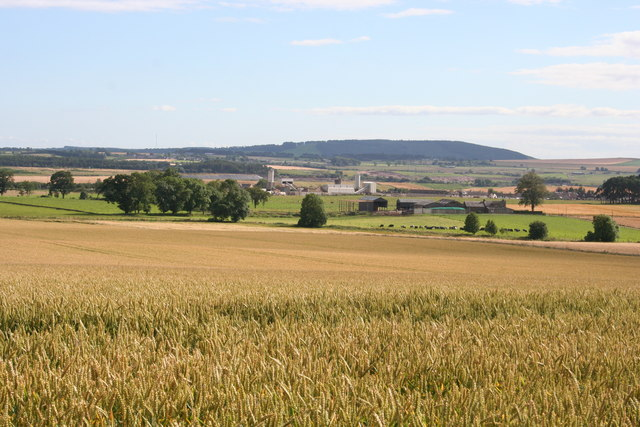
Фермерские поля близ Оатлоу

Ещё до войны Джордж Маки встретился с Линдси Лайэлл Шарп на танцах Консервативной партии в замке Фиви в Абердиншире, и женился на ней в 1944 году в Абердине. Линдси умерла в 1985 году от лейкемии в Данди. У них было трое дочерей: Линдси Мэри (р. 1945), вышедшая замуж за редактора «The Guardian» Алана Расбриджера, Диана Лайэлл (р. 1946), и Дженни (р. 1953), вышедшая замуж за журналиста этой газеты Дэвида Ли. Один сын Маки умер в младенчестве. В 1988 году Маки женился на Жаклин (в девичестве Рауч) — вдове своего партнёра по гостинице Эндрю Лейна. В 1989 году после продажи фермы Бенши, они уехали в деревню Оатлоу. В свободное от работы время Маки увлекался гольфом и ходьбой, много читал и любил слушать классическую музыку. В 1963 году он написал работу «Policy for Scottish Agriculture», а в 2003 году выпустил автобиографию под названием «Flying, Farming and Politics» — по мнению журналиста Маркуса Уильямсона, в этом кратком названии будто отразилась сама суть всей жизни барона Маки.

### Смерть
Джордж Юлл Маки скончался в 9:05 часов утра 17 февраля 2015 года в возрасте 95 лет в Найнуэллском госпитале в Данди, после того как утром 14 февраля перенёс инсульт у себя дома в Бенши-коттедже в Оатлоу, недалеко от Кирриемуира в Ангусе. После него остались жена, три дочери, семь внучек и четыре правнука.
Бывший председатель Либеральной партии Дэвид Стил сказал, что ценил Маки как «выдающегося организатора и активиста», заметив, что он пользовался «огромным уважением и большой любовью» в обеих палатах парламента. Президент Шотландских либеральных демократов Малкольм Брюс отметил, что это «скорбная потеря», так как «Джордж обладал сильным характером и был искренним либералом, как член парламента и пэр. Джордж обладал большим чувством юмора и огромной страстью к веселью» — «его будет очень не хватать». Журналист Иэн Айткен назвал Маки «фермером, пэром от Либеральных демократов и военным героем из Бомбардировочного командования со страстной верой в европейское единство», а Алан Расбриджер отозвался о нём как о «лётчике Бомбардировочного командования, фермере, члене Парламента, пэре и любящем отце».
Похороны Маки состоялись 26 февраля в Старой приходской церкви Кирриемуира.